# Talègol becnegre
El talègol becnegre (Talegalla fuscirostris) és una espècie d'ocell de la família dels megapòdids (Megapodiidae) que viu a la selva del sud de Nova Guinea i a les illes Aru.